# Friedhof der Nationalhelden

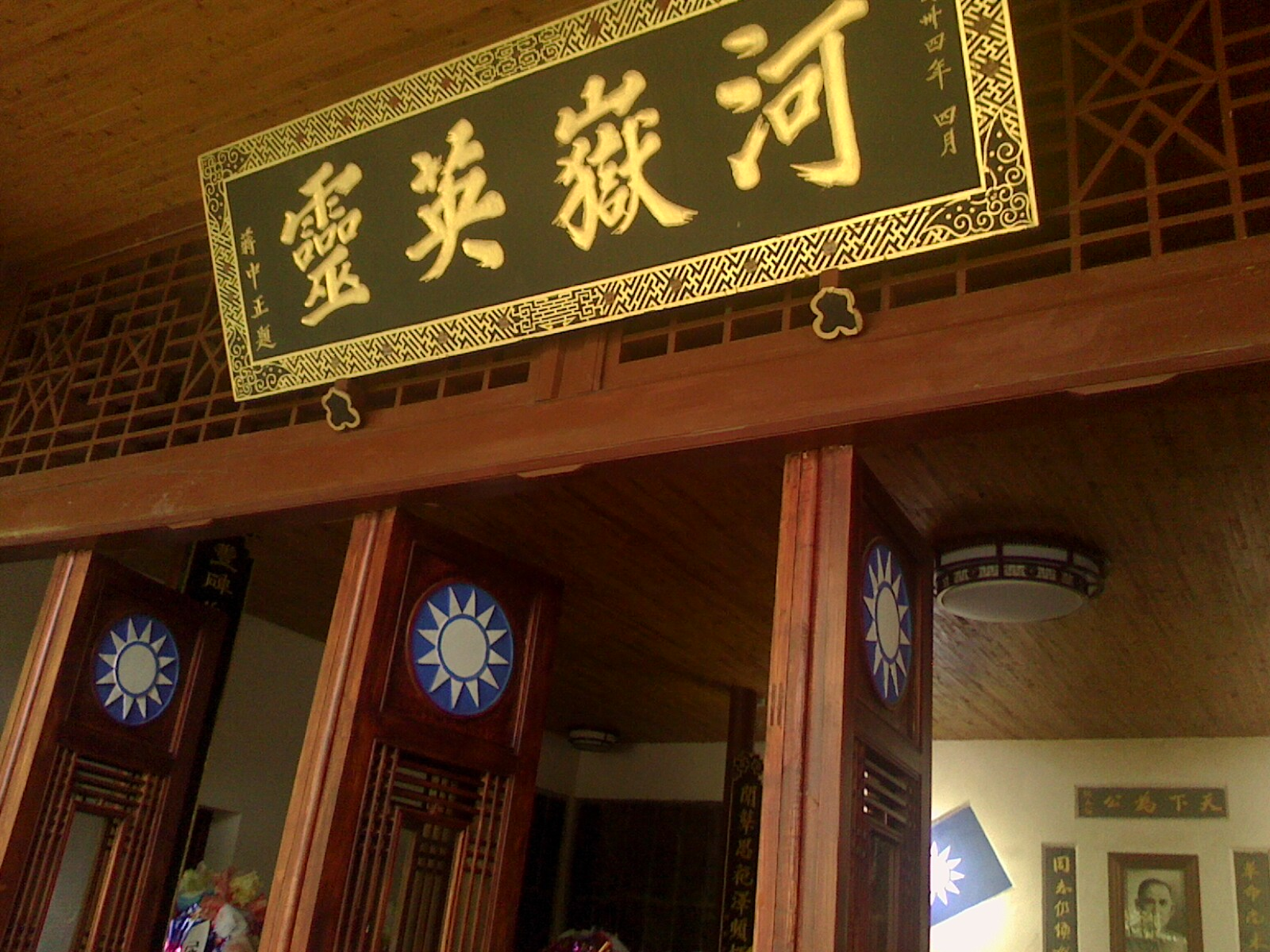

Der Friedhof der Nationalhelden (chinesisch 国殇墓园, Pinyin Guoshang muyuan, englisch Graveyard of the National Heroes/Tengchong War Cemetery Tengchong War Cemetery/etc.) im Kreis Tengchong der südwestchinesischen Provinz Yunnan ist ein Soldatenfriedhof aus dem Zweiten Japanisch-Chinesischen Krieg. Auf dem Friedhof etwa 1 km im Westen der Kreisstadt am nördlichen Hang des Laifeng Shan liegen Tausende von chinesischen Soldaten begraben, die während des Krieges in der Einheitsfront gegen die aus Burma operierenden Japaner aus chinesischen Nationalisten und Kommunisten, unterstützt von Amerikanern (siehe Flying Tigers) bei der Rückeroberung der Stadt fielen. Der Friedhof hat eine Fläche von 53.000 Quadratmetern.

## Denkmal
Der Friedhof wurde von der Provinz Yunnan unter Denkmalschutz gestellt. Der Friedhof steht seit 1996 auf der Liste der Denkmäler der Volksrepublik China (4-246).